# Calodactylodes
Calodactylodes (золотий гекон) — рід геконоподібних ящірок родини геконових (Gekkonidae). Представники цього роду мешкають в Індії та на Шрі-Ланці.

## Опис
Золоті гекони вирізняються парними шкіряними виростами на пальцях, схожими на пелюстки квітів. Вони живуть у тріщинах скель, ведуть нічний спосіб життя, комахоїдні та дуже соціальні, живуть колоніями з кількох особин. Під час сезону розмноження домінуючі самці набувають блискучого золотисто-жовтого забарвлення всього тіла, звідси їхня назва — золоті гекони. Самиці і молоді гекони сіро-коричневі, що допомагає їм маскуватись серед каміння. Золоті гекони дуже голосні, їхні гучні гуркотливі крики часто можна почути в темних ущелинах. Яйцекладні. Самки гніздяться спільно, і багато з них відкладають свої яйця (часто тисячами) разом в безпечній тріщині серед скель, подалі від хижаків.

## Види
Рід Calodactylodes нараховує 2 види:
- Calodactylodes aureus (Beddome, 1870)
- Calodactylodes illingworthorum Deraniyagala, 1953

## Етимологія
Наукова назва роду Calodactylodes походить від сполучення слів дав.-гр. καλος — красивий і δακτυλος — палець.